# Sinagoga di Besançon
La sinagoga di Besançon è un edificio storico costruito tra il 1869 e il 1871, in stile arabo-andaluso, che si trova nella città francese di Besançon, Franche-Comté. L'edificio, di rito sefardita, fu eretto su progetto dell'architetto Pierre Marnotte e possiede una capienza di 216 posti. Il 16 novembre 1984 la sinagoga è stata classificata tra i monumenti storici di Francia.